# Mali Grđevac
Mali Grđevac – wieś w Chorwacji, w żupanii bielowarsko-bilogorskiej, w gminie Veliki Grđevac. W 2011 roku liczyła 6 mieszkańców.